# Очоа, Горка
Горка Очоа Одриосола (исп. Gorka Otxoa Odriozola; 13 января 1979, Сан-Себастьян,  Гипускоа, Испания) — испанский актёр и комик. Номинант на премию «Гойя» (2010).

## Биография
Родился в 1979 году. 
В профессии дебютировал с незначительных ролей в испанских телесериалах и мыльных операх. Первую известность ему принесла роль в баскском сериале «Поп», выходившем на канале ETB 1. Стал популярен благодаря участию в комедийном шоу  «Вся неделя».  С 2009 года выступает в испанской адаптации американского проекта Saturday Night Live.
За пределами Испании Очоа обрёл популярность благодаря роли Валентина в сериале «Галерея Вельвет», транслировавшемся во многих странах мира.

## Награды и номинации
Гойя 2010
- Лучший мужской актёрский дебют — номинация («Лох»)

Turia Awards 2010
- Лучший мужской актёрский дебют — победа («Лох»)

Terror Film Festival 2016
- Почётное упоминание («Искусственный»)

Международный кинофестиваль в Саутгемптоне 2016
- Лучшая мужская роль в короткометражном фильме —  номинация  («Искусственный»)